# Edith Bosch

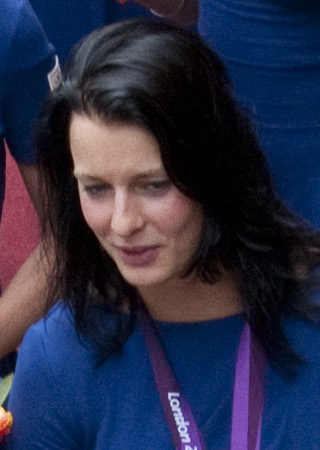
Edith Bosch (2012)

Edith Bosch (* 31. Mai 1980 in Den Helder) ist eine niederländische Judoka.
Bosch startet für das De Korte Sport Instituut. Sie wurde Weltmeisterin in der 70-kg-Klasse bei den Judo-Weltmeisterschaften 2005 in Kairo, Ägypten. Bei den Olympischen Sommerspielen 2004 gewann sie die Silbermedaille, bei den  Olympischen Sommerspielen 2008 in Peking sowie bei den Olympischen Sommerspielen 2012 in London die Bronzemedaille im Mittelgewicht. Einem größeren Publikum wurde sie allerdings nicht durch ihre sportlichen Erfolge bekannt, sondern durch ihren Einsatz kurz vor dem 100-Meter-Finale bei den Olympischen Spielen in London. Bosch weilte als Zuschauerin im Olympiastadion, als bei den Startvorbereitungen ein Zuschauer Usain Bolt beschimpfte und mit einer Wasserflasche bewarf. Während Bolt und die anderen Läufer kaum etwas davon mitbekamen, hielt Bosch den Täter fest, bis die Polizei kam, um ihn zu verhaften. Einen Tag später wurde die Aktion weltweit rezipiert, selbst der leitende Organisator der Spiele, Sebastian Coe, ging in der täglichen Pressekonferenz auf das Ereignis ein und lobte Boschs Einsatz.

## Belege
1. ↑  Olympia-Splitter: Eine Judoka übt poetische Selbstjustiz

| Personendaten    | Personendaten          |
| ---------------- | ---------------------- |
| NAME             | Bosch, Edith           |
| KURZBESCHREIBUNG | niederländische Judoka |
| GEBURTSDATUM     | 31. Mai 1980           |
| GEBURTSORT       | Den Helder             |